# Murufelli
Murufelli är ett berg i Färöarna (Kungariket Danmark).   Det ligger i sýslan Streymoyar sýsla, i den centrala delen av landet, 7 km väster om huvudstaden Tórshavn. Toppen på Murufelli är 311 meter över havet. Murufelli ligger på ön Streymoy.
Terrängen runt Murufelli är kuperad. Havet är nära Murufelli åt sydväst.  Närmaste större samhälle är Tórshavn, 6,5 km öster om Murufelli. 